# Ortachne
Orthachne és un gènere de plantes de la família de les poàcies. És originària de Xile. Alguns autors l'inclouen en el gènere Stipa, cf. Lorenzochloa.

## Taxonomia
- Ortachne breviseta
- Ortachne erectifolia
- Ortachne floridana
- Ortachne pilosa
- Ortachne rariflora
- Ortachne retorta
- Ortachne scabra
- Ortachne tenuis